# Vincenzo Manno
Vincenzo Augusto Manno (Augusta, 17 giugno 1901 – Roma, 9 novembre 1981) è stato un violinista, compositore e direttore d'orchestra italiano.

## Biografia
Nato da Sigismondo e Maria Pietra Vigneri, in una famiglia di musicisti composta dal padre compositore e direttore di banda e dai due zii paterni strumentisti e insegnanti di conservatorio.
Compì gli studi musicali presso il Conservatorio Alessandro Scarlatti di Palermo dove conseguì, nel 1925, la licenza di pianoforte e, nel luglio 1926, la licenza di composizione con il maestro Savasta.
Sempre nel 1925 si diplomò in violino presso il Conservatorio Giuseppe Verdi di Milano sotto la direzione del maestro Franco Tufari.
Dopo il conseguimento del diploma iniziò la carriera concertistica di violinista sia come solista in concerti di musica da camera e sinfonica sia come componente di complessi orchestrali partecipando a quartetti d’archi con vari musicisti tra i quali anche la violinista Iole Rondini (Palermo 06.11.1899 – Roma 02.05.1974) che sposerà l'11 luglio del 1927.
Tra il 1926 e gli anni 1936 – ‘37 svolse una intensa attività di concertista e compose musica per piccola orchestra, per violino e per violino e pianoforte.
Nell'aprile del 1934, alla Radio di Palermo, diresse il suo primo concerto sinfonico con il concorso del violinista Arrigo Serato. Da allora alternò la carriera di solista con quella di direttore d'orchestra.
Come compositore ha al suo attivo diverse composizioni da camera, per piccola orchestra, per violino, per violino e pianoforte e sinfoniche oltre che musiche da film e documentari.
La sua attività di composizione può suddividersi essenzialmente in tre diversi periodi stilistici:
1. produzione di composizioni per violino, per pianoforte, per violino e pianoforte, per complessi orchestrali e per piccola orchestra (dall'inizio dell'attività creativa fino agli anni 1940);
2. produzione di composizioni per pianoforte, per violino e per orchestra sinfonica  (dagli anni 1940 fino al 1980);
3. produzione di musica da film e documentari (dal 1950 al 1975) con oltre 300 brani per alcuni dei quali ne esiste la registrazione ma per la gran parte non vi è traccia se non nel repertorio SIAE.

## Opere

### Primo periodo
- Lirica', per canto e pianoforte
- Duettino in stile classico, per due violini
- La Rosellina, libera trascrizione per violino e pianoforte da un'opera di Franz Schubert (dedicata alla moglie Iole Rondini)
- Solitudine, romanza per archi, arpa e pianoforte)
- Berceuse, nelle versioni per violino e pianoforte e per piccola orchestra con pianoforte conduttore (dedicata al primo figlio Mario)
- Fuga per archi
- Canzone di maggio per violino ed orchestra
- Sirventese per piccola orchestra, arpa e pianoforte
- Sivigliana, intermezzo per piccola orchestra - (dedicata al maestro Franco Militello direttore del Conservatorio V. Bellini di Palermo)
- 4 Quartetti, per archi
- Bebè dance, per piccola orchestra con pianoforte conduttore  (dedicata al secondogenito Ugo)
- La Sagra, impressione sinfonica
- Umoresca per violino ed orchestra (dedicata al maestro Tito Petralia)
- Una notte a Vienna,  gran valzer brillante per orchestra e pianoforte conduttore
- Zaide,  ouverture drammatica per piccola orchestra
- Strimpellata per archi, arpa ed orchestra
- Nenia per piccola orchestra (da un canto popolare siciliano)
- Notturno romano  per piccola orchestra
- Intermezzo romantico per piccola orchestra
- Piccola Suite per orchestra da camera
- Scherzo  per archi (versione per quartetto,  per quintetto e per orchestra d'archi)
- Scherzo per pianoforte
- Serenata  per pianoforte
- Capriccio  per archi
- Novelletta per violino e pianoforte
- Notturno Romano per violino e pianoforte
- Rapsodia siciliana
- Improvviso per pianoforte
- Arabesque

### Secondo periodo
- Poema della Montagna
- Poema della Montagna riduzione per pianoforte a cura del maestro F. Barsalini
- Suite tre pezzi per orchestra d'archi, arpa e pianoforte
- Suite di danze nella forma di balletto classico
- Suite di danze riduzione per pianoforte a cura dell'autore
- Sinfonietta per orchestra (dedicata al maestro Tito Petralia)
- Sinfonietta riduzione per pianoforte a cura dell'autore
- Poema agreste (il manoscritto della partitura per orchestra è privo del I^ tempo)
- Poema agreste riduzione per pianoforte a cura dell'autore
- Studio ritmico
- Rondò per fiati
- Capriccio per pianoforte e orchestra (Eseguito il 5 novembre 1965 dall'Orchestra Sinfonica di Milano diretta da Tito Petralia e con la partecipazione della pianista Dora Musumeci)
- Capriccio per pianoforte e orchestra riduzione per due pianoforti a cura dell'autore
- Fantasia gotica
- Fantasia gotica riduzione per pianoforte a cura dell'autore
- Tre invenzioni per orchestra
- Tre invenzioni per orchestra riduzione per pianoforte a cura dell'autore
- Tre invenzioni  per pianoforte ed orchestra (con le quali vinse, nel 1951,  il 1º premio al “II Concorso internazionale di musica sinfonica Città di Trieste”[1][2] (eseguita il 17.10.1951 dall'Orchestra Filarmonica Triestina con la partecipazione della pianista Ornella Puliti Santoliquido e diretta dall'autore),
- Tre invenzioni  per pianoforte ed orchestra riduzione per due pianoforti a cura dell'autore
- Introduzione Aria e Rondò per pianoforte ed orchestra (con la quale vinse nel, 1953, il 3º premio del medesimo Concorso Città di Trieste con la motivazione : “….essa denota buona tecnica e naturale musicalità”. Il concerto fu eseguito anche il 24 luglio 1960 dall'Orchestra sinfonica della RAI di Roma sotto la direzione del maestro Ferruccio Scaglia e dal pianista Piero Spada)
- Introduzione Aria e Rondò riduzione per due pianoforti a cura dell'autore
- Concerto per orchestra (con il quale vinse, nel 1966, il 6º premio al Concorso Internazionale di composizione “Regina Elisabetta del Belgio” - la prima esecuzione risale al 24.05.54 sotto la direzione d'orchestra di Arturo Basile e della pianista Ornella Puliti Santoliquido). Il Concerto per orchestra fu eseguito per la prima volta nel maggio 1954 dall'Orchestra Sinfonica della Rai di Torino, sotto la direzione di Arturo Basile. Successivamente fu premiato nel 1965 al Concorso internazionale ”Regina Elisabetta del Belgio”. Venne eseguito nel concerto dei finalisti nel gennaio 1966 dalla Grand Orchestre Synphonique de la R.T.B., sotto la direzione di Daniel Sternfeld.)
- Concerto per orchestra riduzione per pianoforte a cura dell'autore
- Movimento sinfonico  (che ottenne, nel 1971, la “segnalazione” della giuria del X Premio Città di Trieste)
- Apothèose, poema danzato per orchestra
- Apothèose, riduzione per pianoforte a cura dell'autore
- Sinfonia subacquea - Episodi
- Sinfonia in tre tempi
- Sinfonia in tre tempi riduzione per due pianoforti concertanti a cura del maestro G. R. Caffi
- Cinque Episodi per orchestra
- Cinque Episodi per orchestra riduzione per pianoforte a cura del maestro F. Barsalini

## Discografia
- Poema della Montagna 1/2 - Dir. orch. Tito Petralia - Disco Cetra AB3003 – 78 rpm
- Poema della Montagna 3/4 - Dir. orch. Tito Petralia - Disco Cetra AB3003 – 78 rpm
- Il piccolo trombettiere / Sirventese	 - Dir. orch. Tito Petralia - Disco Cetra DC5096 – 78 rpm
- Bagatelle - Dir. orch. Tito Petralia	- Disco Cetra 10645  – 78 rpm
- Marcia grottesca - Dir. orch. Tito Petralia - Disco Cetra 10646  – 78 rpm
- Controgambetto - Dir. orch. V. Manno	- Disco Cetra 10684  – 78 rpm
- Alba sul mare	 - Orchestra Angelini - Disco Cetra 10683   – 78 rpm
- Ballata campestre	- Dir. orch. V. Manno - Disco Cetra 10685   – 78 rpm
- Preludio al saltarello - Dir. orch. V. Manno - Disco Cetra 10686   – 78 rpm
- Fantasia romantica	 - Dir. orch. Tito Petralia	- Disco Cetra F020     – 78 rpm
- Pasquamade	- Dir. orch. Tito Petralia - Disco Cetra F021     – 78 rpm
- Sinfonietta - Dir. orch. Tito Petralia - Disco Cetra F022     – 78 rpm
- Regrets - Dir. orch. Tito Petralia - Disco Cetra F023     – 78 rpm
- Paesaggio alpestre	- Dir. orch. Tito Petralia - Disco Cetra AB30049- 78rpm
- Bozzetto campestre - Dir. orch. V. Manno - Disco Cetra F033     – 78 rpm
- Festa romanesca - Dir. orch. V. Manno	- Disco Cetra F035     – 78 rpm
- È tornata primavera - Dir. orch. V. Manno - Disco Cetra F039     – 78 rpm
- Rondino giocoso - Dir. orch. P. Argento	 - Disco RCA Custom     - 33rpm
- Capitan Fracassa - Dir. orch. P. Argento	 - Disco RCA Custom     - 33rpm
- Souvenir d'une nuit d'ète - Dir. orch. Rodriguez Faurè	- Disco RCA Custom     - 33rpm
- Vacanze d'aprile - Dir. orch. Rodriguez Faurè - Disco RCA Custom     - 33rpm
- Congresso al Vaticano - Dir. orch. Tito Petralia - Disco RCA Custom     - 33rpm
- Solennità - Dir. orch. Ferruccio Scaglia - Disco RCA Italiana      - 33rpm
- Il lago sognante - Dir. orch. Ferruccio Scaglia	 - Disco RCA Italiana      - 33rpm
- Mattutino in val d'Aosta	- Dir. orch. Romolo Grano - Disco Oscar Vox         - 33rpm
- Giorno di festa - Dir. orch. Romolo Grano - Disco Oscar Vox         - 33rpm
- Rondò - Dir. orch. Savina - Disco Cetra AB30031 – 78 rpm
- A zonzo	- Dir. orch. Niceli - Disco Cetra AB30031 – 78 rpm
- Vacanze in collina	- Dir. orch. Niceli - Disco Cetra AB30031 – 78 rpm
- Al piccolo bar	 - Dir. orch. Niceli -  Disco Cetra AB30031 – 78 rpm
- Sogno azzurro/ Sarà …..sarà	- Dir. orch. D. Olivieri - Grammofono GW1112 - 78 rpm
- Mattinata - Dir. orch. Gnecco	 - Columbia DQ860  – 78 rpm
- Imploracion  - Dir. orch. Fouchè - Parlophon G.P. 92611  – 78rpm
- Sivigliana / Musmè	 - Dir. Orch. Dino Olivieri	- Grammofono GW 111 – 78rpm